# Shallow Grave
Tumba al ras de la tierra (o Tumba abierta) es una película británica de 1994 perteneciente al género comedia y suspense, siendo el debut de Danny Boyle como director por el que recibió el premio BAFTA a la mejor película británica en 1995. El guion original es obra de John Hodge.
En la película tuvieron papeles protagónicos actores que entonces eran desconocidos: Ewan McGregor, Christopher Eccleston y Kerry Fox.
La producción estuvo a cargo del Canal 4 de televisión, y la distribución, de Polygram Filmed Entertainment que, al igual que en otras ocasiones, generó una gran cantidad de publicidad para la película con un presupuesto muy limitado.
La película se filmó en Glasgow porque el Fondo Cinematográfico de Glasgow (Glasgow Film Fund) otorgó una ayuda financiera de £150,000.

## Reparto
La película presenta a Ewan McGregor en su primer papel protagónico, al lado de Christopher Eccleston y Kerry Fox. Los papeles secundarios fueron para Keith Allen, Peter Mullan y Ken Stott. La madre de Ewan McGregor en la vida real aparece brevemente en la película, como una de las personas que son entrevistadas para ocupar el cuarto.

## Argumento - Trama de la película al completo
Alex (McGregor) es periodista, David (Eccleston) es contador y Juliet (Fox) es doctora. Estos tres amigos comparten un departamento en Glasgow (la zona de Park Circus). Necesitan un nuevo compañero de cuarto y, después de una serie de entrevistas (en las cuales rechazan a los candidatos con calculada crueldad) aceptan al fin al misterioso Hugo (Keith Allen). Cuando Hugo muere repentinamente por sobredosis de una sustancia, descubren que tenía mucho dinero guardado en una maleta. Los tres deciden quedarse con el dinero y colocar el cadáver de Hugo en la "tumba al ras de la tierra" del título. Sin poder decidir quién desmembrará el cuerpo, finalmente David queda a cargo de la tarea. Al terminar, los tres regresan a su vida cotidiana. Alex y Juliet deciden gastar parte del dinero, mientras que David comienza a padecer un trastorno de estrés postraumático debido al incidente. Después de descubrir que Alex y Juliet han gastado gran parte del dinero en tonterías, David decide ocultar la maleta. Para asegurarse de que el dinero quede a salvo, se muda al ático, pero con la maleta vacía.
Un par de criminales que tenían tratos con Hugo invaden el departamento y golpean a Alex, quien termina por confesar dónde está el dinero. Sin saber que David está en el departamento, uno de los criminales entra y busca el dinero, pero es atacado por David con un martillo. Al escuchar ruidos, el otro criminal entra al departamento y corre la misma suerte que su compañero. Ambos, ya muertos, terminan en el mismo lugar que Hugo; son desmembrados e incinerados por David, quien se está volviendo cada vez más inestable mentalmente. Después de unos días, David comienza a hacer agujeros en el techo, que podrían ser para que entre la luz, para que entre aire o, lo que es más probable, para poder mirar a sus compañeros. Alex planea entrar al departamento para buscar el dinero, pero al hacerlo se encuentra con David, a quien logra convencer de que no está allí por el dinero, sino sólo para asegurarse de que todo está bien. Juliet, convencida de que su compañero se está volviendo cada vez más peligroso, compra un boleto de avión para escapar.
Pocos días después, Alex recibe una llamada de su jefe, quien visitará la escena del crimen, en donde se hallaron tres cuerpos, que resultan ser los de Hugo y los dos criminales. Mientras Alex investiga la escena, Juliet y David duermen juntos. No queda claro si sienten algo el uno por el otro o si Juliet se acostó con David para tener más fácil acceso al dinero. Alex regresa y encuentra que ambos se han puesto de acuerdo en su contra, y que lo culpan del descubrimiento de los cuerpos porque la tumba no tenía suficiente profundidad. Después de varias visitas de la policía, David decide abandonar el departamento con la maleta de dinero. Al salir, Juliet le dice que quiere que la lleve con él, pero se niega. A su vez, él le pregunta acerca del boleto de avión, la acusa de tratar de huir con Alex y, luego, la golpea. Alex ataca a David, y la pelea llega a la cocina, en donde David toma un cuchillo y apuñala a Alex por debajo del hombro, y lo hace caer al piso. David agarra otro cuchillo, pero lo detiene Juliet, quien le encaja, desde atrás, un cuchillo a través de la garganta.
Juliet usa su zapato para que el cuchillo que tiene clavado Alex llegue más hondo, y él se arrastra por el piso. Ella se va con la maleta, y deja a Alex en el piso. La cámara se aleja.
La policía descubre a Alex en la cocina, él comienza a sonreír. La cámara vuelve con Juliet, quien va gritando en el automóvil. Sale bruscamente del auto, abre la maleta... y descubre que, en vez de dinero, está llena de periódicos, cuidadosamente cortados para simular billetes. Se ven escritas las palabras "TRIPLE CORPSE HORROR, TRIPLE CORPSE HORROR, TRIPLE CORPSE HORROR" ("ESPANTOSO ASESINATO TRIPLE, ESPANTOSO ASESINATO TRIPLE, ESPANTOSO ASESINATO TRIPLE") al lado de un documento bancario, detenido con una liga. Vemos nuevamente a Alex, quien parece sonreír ligeramente. La cámara revela que el dinero está escondido bajo el piso. Juliet corre hacia el aeropuerto sin equipaje. David es llevado a la morgue.

## Banda sonora

### Lista de pistas
Edición estándar
1. Leftfield – "Shallow Grave" – 4:36
2. Simon Boswell – "Shallow Grave Theme" – 3:30
3. Nina Simone – "My Baby Just Cares for Me" – 3:38
4. Simon Boswell – "Laugh Riot" – 3:02
5. Leftfield – "Release the Dubs" – 5:45
6. John Carmichael Band – "Strip the Willow" – 3:12
7. Simon Boswell – "Loft Conversion" – 5:45
8. Simon Boswell – "A Spade, We Need a Spade" – 2:41
9. Simon Boswell – "Shallow Grave, Deep Depression" – 4:49
10. Simon Boswell – "Hugo's Last Trip" – 5:39
11. Andy Williams – "Happy Heart" – 3:11

| Predecesor: Tierras de penumbra | Alexanda Korda Award for Best British Film 1994 | Sucesor: La locura del rey Jorge |